# Nematomenia arctica
Nematomenia arctica är en blötdjursart som beskrevs av Thiele 1913. Nematomenia arctica ingår i släktet Nematomenia och familjen Dondersiidae. Inga underarter finns listade i Catalogue of Life.